# Gymnotidae

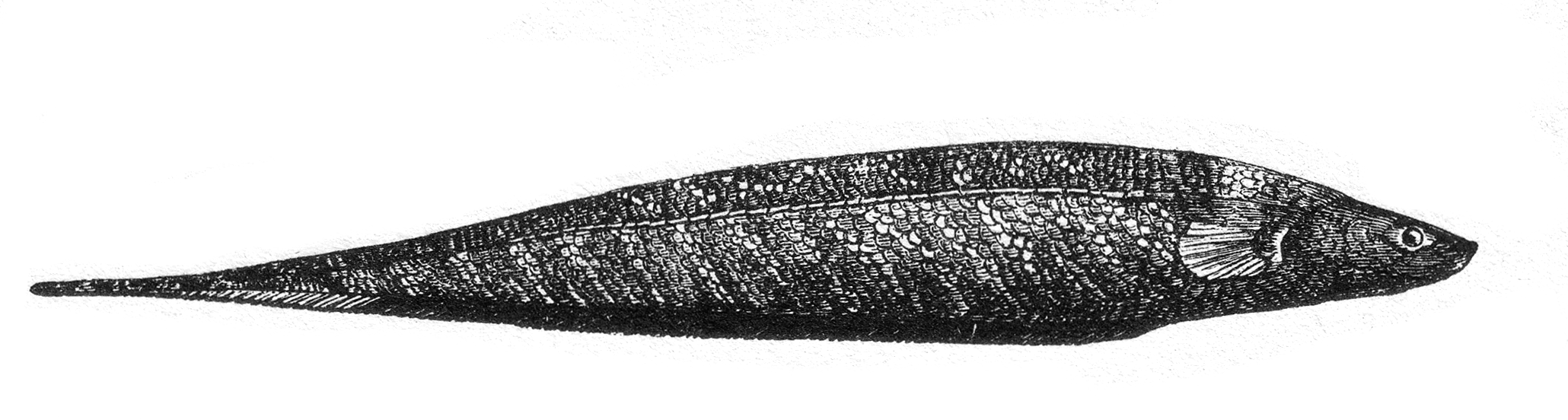
Gymnotus carapo

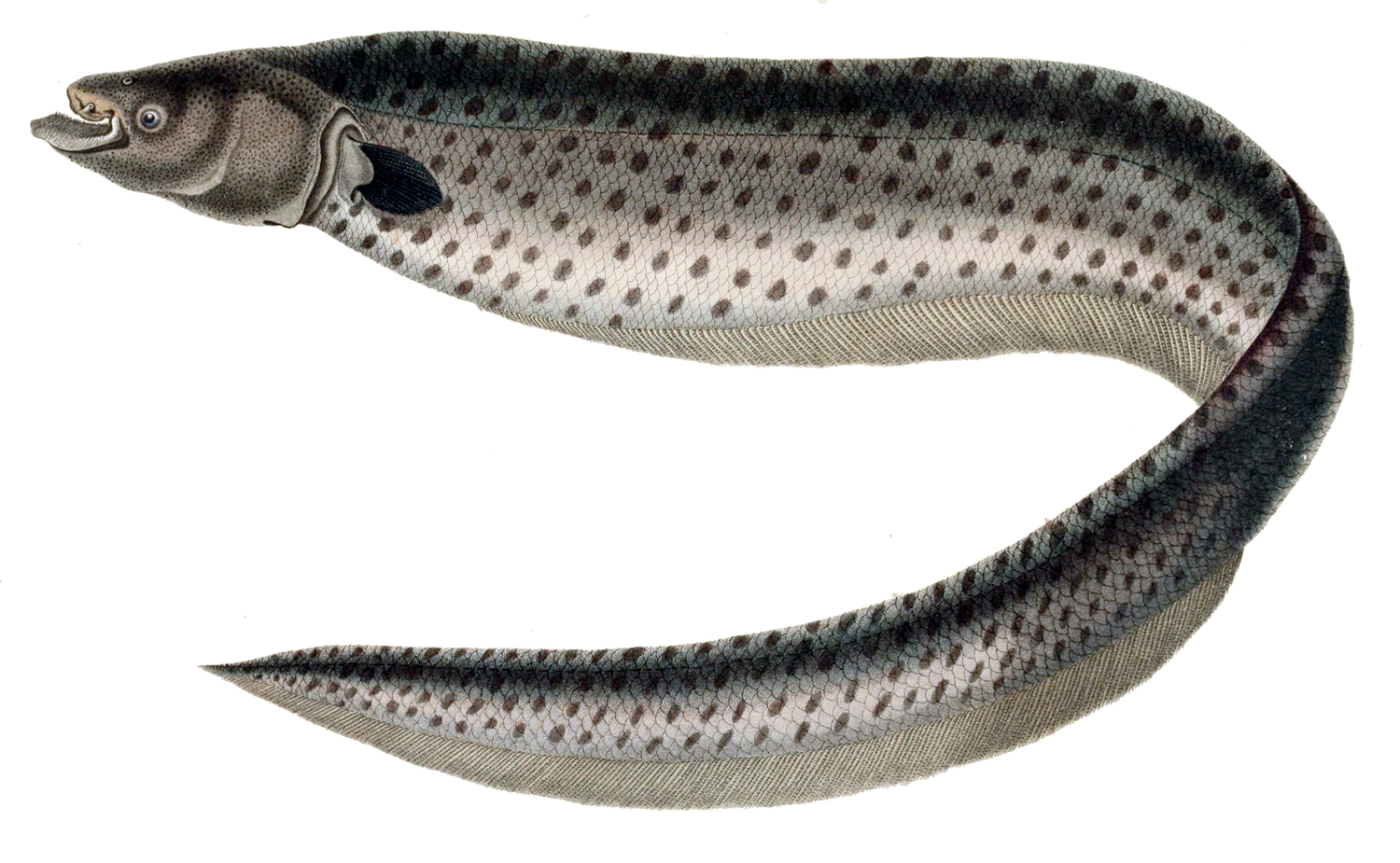
Gymnotus inaequilabiatus

I Gymnotidae sono una famiglia di pesci ossei d'acqua dolce appartenenti all'ordine Gymnotiformes. Il suo membro più noto è l'anguilla elettrica.

## Distribuzione e habitat
Questa famiglia è endemica delle regioni tropicali dell'America Centrale e meridionale.
Popolano soprattutto acque basse e ricche di vegetazione. Le specie che vivono in fiumi con acque fortemente correnti si infossano nel sedimento per resistere alla forza dell'acqua.

## Descrizione
Questi pesci hanno aspetto anguilliforme, con la parte posteriore del corpo molto sottile e priva di pinna caudale. Anche la pinna dorsale e le pinne ventrali sono assenti. La pinna anale invece è molto lunga e percorre tutto il corpo.
La colorazione è di solito mimetica con macchie e fasce più scure.
Electrophorus electricus misura fino a 250 cm di lunghezza, le altre specie sono assai più piccole e non raggiungono il metro.

## Biologia
I Gymnotidae sono pesci elettrofori che usano un sistema elettrico per l'orientamento e la ricerca delle prede. E. electricus, unico nella famiglia, è in grado di emettere scariche di voltaggio elevato e pericoloso per l'uomo. Questi pesci nuotano con ondulazioni della pinna anale. Sono notturni.

## Acquariofilia
Alcune specie come sono allevate negli acquari domestici. L'anguilla elettrica viene talvolta ospitata negli acquari pubblici.

## Specie
- Genere Electrophorus
  - Electrophorus electricus
  - Electrophorus varii
  - Electrophorus voltai
- Genere Gymnotus
  - Gymnotus anguillaris
  - Gymnotus arapaima
  - Gymnotus ardilai
  - Gymnotus bahianus
  - Gymnotus capanema
  - Gymnotus carapo
  - Gymnotus cataniapo
  - Gymnotus chaviro
  - Gymnotus chimarrao
  - Gymnotus choco
  - Gymnotus coatesi
  - Gymnotus coropinae
  - Gymnotus curupira
  - Gymnotus cylindricus
  - Gymnotus diamantinensis
  - Gymnotus esmeraldas
  - Gymnotus henni
  - Gymnotus inaequilabiatus
  - Gymnotus javari
  - Gymnotus jonasi
  - Gymnotus maculosus
  - Gymnotus mamiraua
  - Gymnotus melanopleura
  - Gymnotus obscurus
  - Gymnotus omarorum
  - Gymnotus onca
  - Gymnotus panamensis
  - Gymnotus pantanal
  - Gymnotus pantherinus
  - Gymnotus paraguensis
  - Gymnotus pedanopterus
  - Gymnotus stenoleucus
  - Gymnotus sylvius
  - Gymnotus tigre
  - Gymnotus tiquie
  - Gymnotus ucamara
  - Gymnotus varzea